# 拉斐拉竞技
拉費爾拿體育會，一般稱為拉費爾拿，是阿根廷圣菲省拉斐拉的一个体育俱乐部，最著名的是其足球部，该队現参加阿根廷足球全國聯賽。